# The Betty Carter Album
The Betty Carter Album — студийный альбом американской певицы Бетти Картер, выпущенный в 1976 году на лейбле Bet-Car Records, позднее был лицензирован и переиздан лейблом Verve Records. Он уникален среди альбомов Картер тем, что в нём используется овердаббинг на некоторых треках, что позволило ей записывать несколько вокальных партий. Это также был её первый альбом, для которого она написала большинство песен сама.

## Отзывы и признание
| Оценки критиков                            | Оценки критиков |
| Источник                                   | Оценка          |
| ------------------------------------------ | --------------- |
| AllMusic                                   | [ 2 ]           |
| Encyclopedia of Popular Music              | [ 3 ]           |
| MusicHound Jazz: The Essential Album Guide | [ 4 ]           |
| The Rolling Stone Jazz Record Guide        | [ 5 ]           |
| The Rolling Stone Jazz & Blues Album Guide | [ 6 ]           |

Скотт Яноу из AllMusic написал: «Бетти Картер действительно вникает в материал, используя необычные темповые сочетания (а иногда и быстрые изменения) и предлагая довольно спонтанные, а иногда и абстрактные интерпретации; „You’re a Sweetheart“ (которая остается в репертуаре Картер на протяжении многих лет) — это изюминка».
Уильям Р. Бауэр, биограф Картер, предположил: «Тексты некоторых песен носят исповедальный характер, и в них легко прочитать смысл, относящийся к её личной жизни. Если это так, то она открывала новые пути самовыражения и новые уровни близости со своим слушателем». 

## Список композиций
1. «You’re a Sweetheart» (Гарольд Адамсон, Джимми Макхью) — 3:57
2. «I Can’t Help It» (Бетти Картер) — 2:45
3. «What is It?» (Бетти Картер) — 5:35
4. «On Our Way Up (Sister Candy)» (Фредди Роач) — 1:36
5. «We Tried» (Бетти Картер) — 5:53
6. «Happy» (Бетти Картер) — 2:08
7. «Sunday, Monday or Always» (Сонни Бёрк, Джимми Ван Хьюзен) — 4:19
8. «Tight» (Бетти Картер) — 1:36
9. «Children Learn What They Live» (Дороти Лоу-Нолт) — 4:16
10. «Sounds (Movin’ On)» (Бетти Картер) — 7:17

## Участники записи
- Бетти Картер — вокал, аранжировка, продюсер
- Бастер Уильямс — контрабас
- Луис Хейс, Чип Лайл (треки 2, 8, 9 и 10) — ударные
- Дэнни Миксон, Онадже Аллан Гамс (1, 3 и 7) — фортепиано

Все данные взяты из примечаний к альбому.